# 小行星9605
小行星9605（英語：9605）是一颗围绕太阳公转的小行星。1992年1月11日，O. A. Naranjo在梅里达州发现了此天体。
这颗小行星的绝对星等为128.64735等。